# 安藤公基
安藤 公基（あんどう こうき、1958年7月 - ) は、日本の実業家。株式会社ロフト代表取締役社長。

## 人物・経歴
東京都出身。1981年中央大学法学部卒業、西武百貨店入社、渋谷店趣味雑貨部配属。西武C館プロジェクトメンバーとしてロフトの立ち上げから参画し、2004年ロフト商品部ホームファッション事業部部長。2005年ロフト商品部インテリアマーチャンダイザー。2008年仙台ロフト館長。2010年梅田ロフト館長。2012年ロフト執行役員商品部部長。2015年ロフト取締役執行役員商品部部長に昇格。2016年ロフト取締役常務執行役員商品部部長。2016年からロフト代表取締役社長。

## テレビ番組
- 日経スペシャル カンブリア宮殿 最先端"雑貨"に執念を燃やして30年！ ロフト流、暮らしがときめく商品＆店づくり（2019年12月5日、テレビ東京）- 出演：ロフト 社長 安藤公基[5]。